# Magnetischer Verein

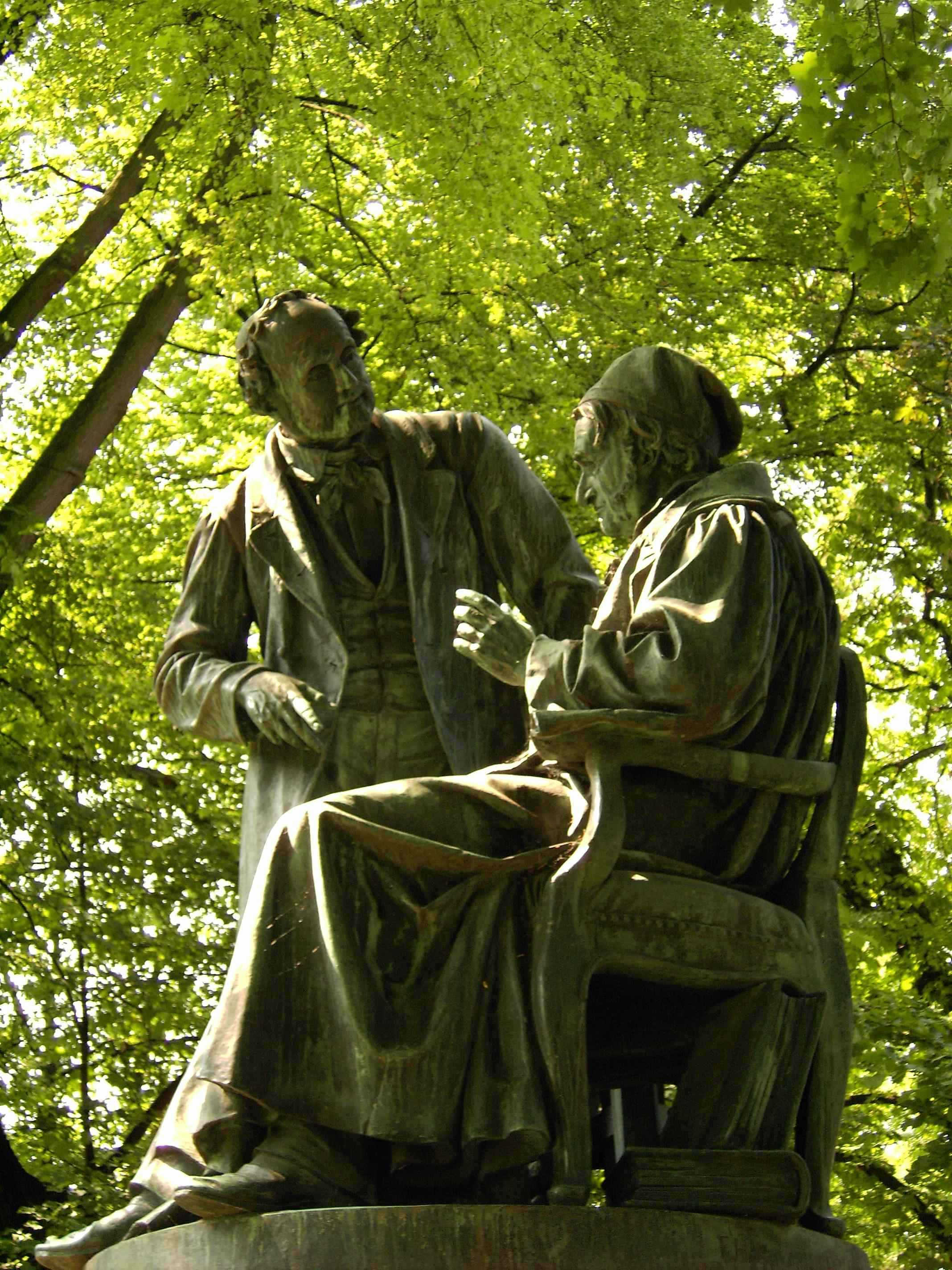
Denkmal für Gauß (rechts) und Weber in Göttingen

Der Magnetische Verein (auch Göttinger Magnetischer Verein), gegründet in den 1830er-Jahren, war eine Forschungsgesellschaft mit Sitz in Göttingen. Hauptzweck war ein weltweites, geophysikalisches Forschungsprojekt zur Erforschung der zeitlichen und räumlichen Veränderungen des Erdmagnetismus. Sie gilt als erste internationale wissenschaftliche Gesellschaft.
Der Verein wurde von den Göttinger Professoren Carl Friedrich Gauß und Wilhelm Weber mit Unterstützung von Alexander von Humboldt gegründet. Ziel war es, mit zahlreichen, über die ganze Welt verteilten Messstationen die Schwankungen des Erdmagnetfeldes in koordinierter Form zu messen.
Gemessen wurde während einer sechsjährigen Tätigkeit von 1836 bis 1841 an 28 Termintagen, jeweils 24 Stunden lang in Abständen von fünf Minuten. Bis zu 50 Observatorien beteiligten sich an diesem Projekt, davon 35 in Europa, sechs in Asien, zwei in Afrika, drei in Nordamerika und vier in der Südsee.
Die Resultate wurden nach Göttingen geliefert und von Gauß und Weber wissenschaftlich bearbeitet. Sie publizierten ihre Ergebnisse in sechs Bänden unter dem Titel Resultate aus den Beobachtungen des magnetischen Vereins. In einem Zusatzband wurden Karten veröffentlicht, die für jeden Ort der Erdkugel die damals gültigen magnetischen Daten angaben. Linien verbanden die Punkte gleicher Deklination, gleicher Inklination und gleicher Feldstärke. Diese Publikation stellte einen Meilenstein in der Geschichte der Naturwissenschaften dar.
Die Zusammenarbeit zwischen Gauß und Humboldt ist auch eines der literarischen Themen des im Jahre 2005 erschienenen Bestseller-Romans Die Vermessung der Welt von Daniel Kehlmann.